# Timothy Johnson
Timothy Johnson, född 13 mars 1985 i Lamberton, är en amerikansk MMA-utövare som sedan 2015 tävlar i organisationen Ultimate Fighting Championship.